# Naar het u bevalt

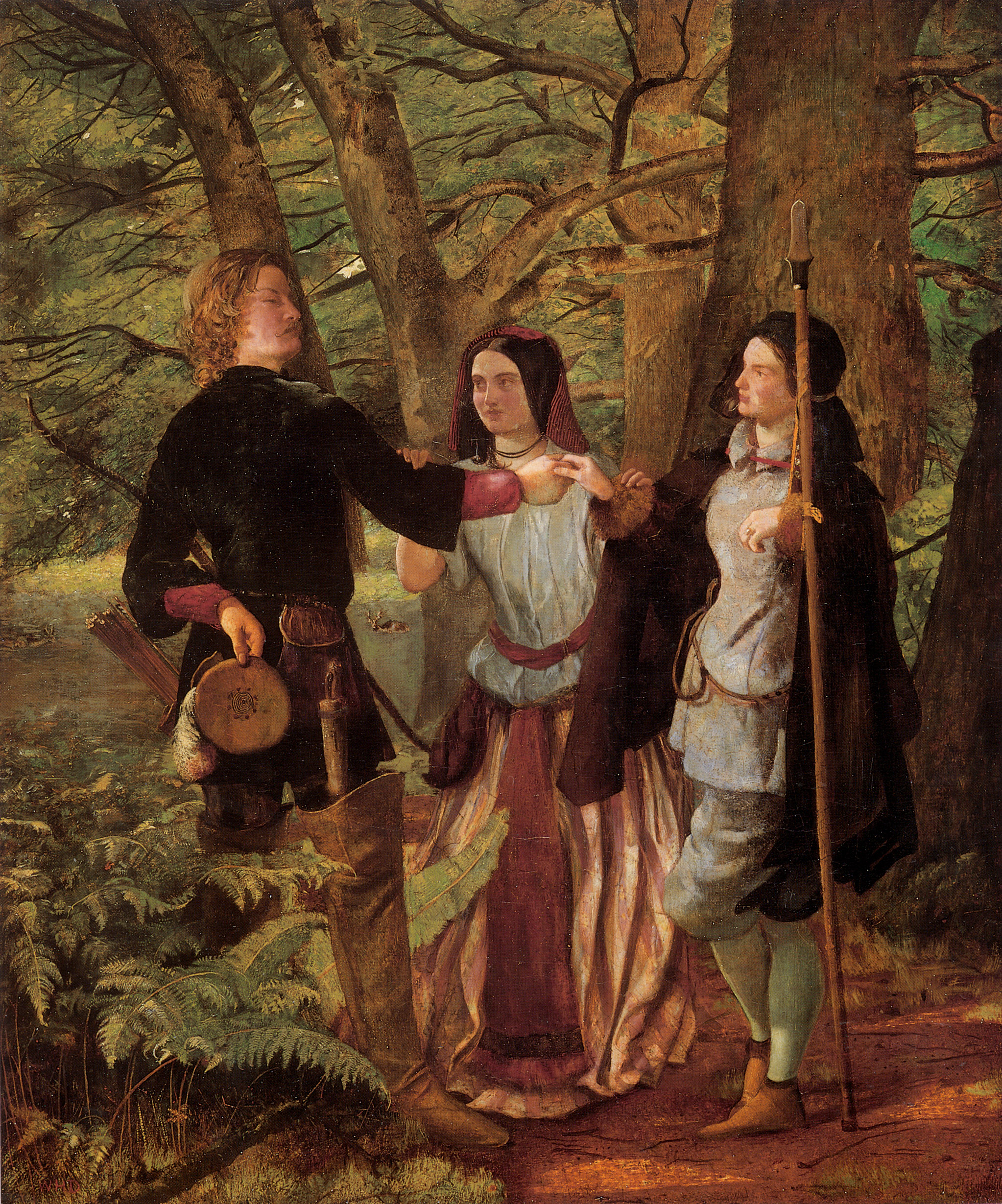
Walter Deverells illustratie bij een scène uit Naar het u bevalt

Naar het u bevalt, ook bekend als Elk wat wils, (Engelse titel: As You Like It) is een komedie van William Shakespeare, geschreven omstreeks 1599, gedurende de laatste jaren van het bewind van koningin Elizabeth I van Engeland. Het werd voor het eerst gepubliceerd in de First Folio-uitgave van 1623.
Het stuk behoort tot het literaire genre gekend als de pastorale (herdersdicht), dat zijn wortels heeft in de literatuur van het Oude Griekenland. De Romein Vergilius schreef ook pastorales en ook in de tijd van Shakespeare kende het genre veel succes. Een pastorale of herdersdicht verhaalt gewoonlijk over een vlucht van de stad naar het platteland, waar de personages zich vermommen als schaapherders. Ze converseren dan met de anderen over onderwerpen als de voordelen van het leven in de natuur versus het leven aan het hof, of over de relatie tussen kunst en natuur. Traditioneel wordt pastorale literatuur dan ook aangewend als vehikel tot maatschappelijke kritiek. Volgens de conventie van het herdersdicht draait ook As You Like It om romantische liefde, banale rivaliteiten, jong versus oud, rede tegenover passie in een speels universum waarin duizenden keuzes mogelijk zijn.

## Tekst
Het stuk werd ingeschreven in het Stationers' Register op 4 augustus 1600. De eerste publicatie vond echter pas plaats in 1623, toen het samen met 35 andere toneelstukken van Shakespeare in de First Folio verscheen. 'As You Like It' werd waarschijnlijk in de periode eind 1598- zomer 1600 geschreven. Francis Meres vermeldt 'As you like it' niet in zijn Palladis Tamia in september 1598, maar in het stuk staat wel een duidelijke verwijzing naar Christopher Marlowes Hero and Leander ("Who ever loved that loved not at first sight" - 3.5.82), waarvan de eerste editie in 1598 werd gepubliceerd.

## Shakespeares bronnen
Shakespeares belangrijkste bron bij het schrijven van het stuk was Thomas Lodges Rosalind: Euphues' Golden Legacy uit 1590. Op zijn beurt baseerde Lodge zijn verhaal op de Middelengelse berijmde romance The Tale of Gamelyn, die dateert uit 1350. Shakespeare heeft dit manuscript mogelijk niet gezien, maar zijn As You Like It ademt dezelfde sfeer als deze Robin Hoodlegende.

## Samenvatting van het verhaal
Sir Rowland de Bois is onlangs gestorven en volgens de wet van het eerstgeboorterecht komt het overgrote deel van zijn nalatenschap toe aan zijn oudste zoon Oliver. Nog voor hij sterft liet hij Oliver beloven goed voor zijn jongste broer Orlando te zullen zorgen. Oliver houdt zich echter niet aan zijn woord.
Orlando confronteert zijn broer hiermee, maar wordt nu door hem bedreigd en er zal uiteindelijk niets anders opzitten dan te vluchten voor Oliver.
Charles is de worstelaar en bode van de hertog. Hij komt aan Oliver vertellen dat de oude hertog is verbannen door zijn broertje, de nieuwe hertog. Alleen de dochter van de oude hertog (Rosalind) is achtergebleven bij de dochter van de nieuwe hertog (Celia). Zij zijn namelijk onafscheidelijke nichtjes.
Charles worstelt in een wedstrijd tegen Orlando en verliest. Rosalind en Celia zijn hierbij aanwezig. Orlando steelt het hart van Rosalind.
De vader van Celia (de nieuwe hertog) wil dat zijn nichtje Rosalind binnen de tien dagen van het hof verdwijnt. Celia vindt dit zo erg dat ze een plan bedenkt om samen weg te kunnen. Ze gaan op zoek naar de vader van Rosalind, de ex-hertog, in het Woud van Arden. Ze nemen Touchstone de nar mee, zodat hij onderweg voor enig vertier kan zorgen. De twee dames gaan verkleed als man op pad, zodat ze onderweg niet lastiggevallen worden.
Adam, de dienaar van Orlando, heeft gehoord dat Oliver zijn broer Orlando wil doden. Orlando is niet langer veilig in zijn huis en besluit samen met Adam op de vlucht te slaan. Adam heeft 500 kronen en zo gaan zij samen een nieuw leven tegemoet.
Onderweg komen Celia en Rosalind twee herders tegen: Corin en Silvius. Rosalind voelt hun liefdesverdriet goed aan, want ook zij is nog steeds hevig verliefd op Orlando.
Jaques is mee in verbanning gegaan met de ex-hertog, net als Amiens, een hoveling. Orlando komt hen tegen op zijn reis en eist dat ze hem eten geven. Zij helpen hem.
De huidige hertog (vader van Celia) is boos op Oliver en jaagt hem van zijn land.
Orlando is tevens verliefd op Rosalind, ze weten het alleen nog niet van elkaar. Hij hangt alle bomen in het bos vol met liefdesgedichten voor haar. Wat hij niet weet, is dat zij in hetzelfde bos rondloopt, verkleed als man. Uiteindelijk komen ze elkaar tegen. Rosalind vraagt Orlando zich te gedragen alsof hij verliefd op 'hem' is. Op die manier gaat zijn liefdesverdriet over, beweert Rosalind in mannenkostuum. Orlando doet dit. Ook komt Rosalind haar vader tegen in het bos, maar hij herkent haar vanzelfsprekend niet.
Touchstone de nar wordt verliefd op Audrey de geitenhoedster en trouwt met haar. Silvius, een herder, wordt verliefd op Phebe, een herderin.
Uiteindelijk is Rosalind degene die er op haar manier voor zorgt dat iedereen samenkomt: de vier paren trouwen, zijzelf wordt herenigd met haar vader, en Orlando trouwt met de vrouw van zijn dromen.

## Nederlandse vertalingen
- R. Posthumus, As Jiemme It Lije Meie - Dockum, 1842.
- A. S. Kok, Orlando en Rosalinde - Haarlem, 1860.
- A. S. Kok, Zoo als gij wilt - Amsterdam, 1877.
- Leendert Burgersdijk, Elk wat wils - Leiden, 1891, deel IV.
- Jacobus van Looy, Naar het u lijkt - Bussum, 1915.
- Cees Buddingh', Elk wat wils - Utrecht, 1963, deel II.
- Willy Courteaux, Naar het u bevalt - Antwerpen/Utrecht, 1971, deel IV.
- Pé Hawinkels, Naar het u lijkt - Nijmegem, 1976.
- Gerrit Komrij, Wat u wilt - Amsterdam, 1986.
- Jack Nieborg, Wat jullie willen - 2007.
- Jan Jonk, Dit wou u toch! - 2008, in William Shakespeare: 'De blijspelen'.

## Nederlandstalige opvoeringen
Opvoeringen in de Nederlandse taal door Nederlandse beroepsgezelschappen, met vermelding van de vertaler of bewerker, en waar toepasselijk ook de regisseur:
- Elk wat wils (Burgersdijk, herzien door W.G. van Nouhuys): Koninklijke Vereeniging Het Nederlandsch Tooneel - Louis H. Chrispijn, september 1911.
- Naar het u lijkt (Van Looy): Die Haghespelers - Eduard Verkade, november 1922.
  - Andere opvoeringen van Van Looys vertaling: onder meer door Vereenigd Tooneel Verkade-Verbeek (1925/1928); door Centraal Toneel (1937/1940).
- Naar het u lijkt (Hawinkels): Haagse Comedie - Guido de Moor, november 1976 en in 1977 onder regie van Elise Hoomans.
- Naar het u lijkt (Komrij): Publiekstheater - Karst Woudstra, maart 1988.
- Wat jullie willen: Openluchttheater Diever - Jack Nieborg, 2007.
- As you like it: Circus Treurdier - Jan-Paul Buijs, Ellen Parren, Peter van Rooijen, 2022. In samenwerking met De Toneelmakerij, regie door Paul Knieriem.